# Mademoiselle de Brie
Pour les articles homonymes, voir Leclerc.
Catherine Leclerc du Rozet, dite Mlle de Brie ou Catherine de Brie, est une actrice française née en 1630 et morte à Paris le 19 novembre 1706.
Elle est célèbre pour avoir créé sur scène plusieurs des personnages féminins de Molière, parmi les plus célèbres, et notamment Agnès, personnage principal de L'École des femmes.

## Biographie
Née en 1630, Catherine Leclerc du Rozet (quelquefois écrit Rosay) est la fille de Claude Leclerc du Rozet, comédien du duc d'Orléans, et de Nicole Ravanne.
Elle entre dans la troupe de Molière, alors que celle-ci tourne en province, et se marie peu de temps après, en 1650 avec un autre comédien de cette troupe, Edme Villequin, dit de Brie,,.
Elle arrive à Paris, comme l'ensemble de la troupe de Molière, en 1658. Appréciée par le public et par Molière, elle joue souvent les premiers rôles féminins, et crée ainsi sur scène des personnages des pièces de Molière parmi les plus célèbres, dont notamment Agnès, personnage principal de L'École des femmes. Elle a 32 ans lorsqu'elle crée ce personnage de 17 ans, le 26 décembre 1662 au théâtre du Palais-Royal et l'interprète jusqu'à l'âge de 55 ans. Son mari, Edme de Brie qui semble avoir été un comédien plus médiocre, est davantage utilisé dans des rôles accessoires. Elle a créé aussi, par exemple, dès 1659, le personnage de Cathos, l'une des Précieuses ridicules, ou encore, en 1670, Dorimène dans Le Bourgeois gentilhomme.
Elle reste dans la troupe de Molière après la mort de celui-ci en 1673, et devient de fait l'une des premières sociétaires de la Comédie-Française, lors de la formation de celle-ci en 1680. Après la mort de Molière, mais toujours dans les années 1670, elle tente de passer le relais à une autre comédienne, lors d'une nouvelle représentation de L'École des femmes, mais le public est alors tellement attaché à son interprétation du rôle d'Agnès qu'il fait scandale. Elle est appelée, et revient en catastrophe jouer ce rôle sur les planches (en habit de ville selon la légende),,.
La décision est toutefois prise  en juin 1684 de la mettre en retraite de la Comédie-Française, comme d'autres comédiens de la troupe initiale. Pour autant, elle ne semble avoir quitté cette troupe qu'à Pâques 1685. Elle meurt en 1706.

## Principaux rôles au théâtre
- 1659 : Les Précieuses ridicules de Molière : Cathos
- 1662 : L'École des femmes de Molière : Agnès
- 1663 : L'Impromptu de Versailles de Molière : Mlle de Brie
- 1664 : Le Mariage forcé de Molière, musique de Lully : une égyptienne
- 1664 : La Princesse d'Élide de Molière, musique de Lully : Cynthie
- 1664 : La Thébaïde ou les Frères ennemis de Jean Racine
- 1666 : Le Misanthrope de Molière
- 1667 : Le Sicilien ou l'Amour peintre de Molière, musique de Lully
- 1667 : Tartuffe de Molière : Mariane
- 1668 : L'Avare de Molière : Mariane
- 1670 : Le Bourgeois gentilhomme de Molière : Dorimène